# Rexx
REXX (acrònim en anglès de REstructured eXtended eXecutor) és un llenguatge de programació interpretat desenvolupat per IBM com un llenguatge de programació estructurat d'alt nivell, dissenyat per ser fàcil d'aprendre i fàcil de llegir. Hi ha disponibles intèrprets de REXX, tant comercials com de codi obert, per a gran varietat de plataformes. Els compiladors estan disponibles per a mainframes o ordinadors centrals d'IBM.

## Característiques
REXX té les característiques següents:
- basat en cadenes de caràcters
- tipus de dades dinàmic (sense declaracions)
- sense paraules reservades (excepte en context local)
- precisió numèrica arbitrària
- aritmètica decimal (punt flotant)
- una gran selecció de funcions internes (especialment per a cadenes i processament de paraules)
- gestió d'emmagatzematge automàtic
- matrius associatives
- accés senzill a comandes de sistema
- gestió dels errors senzilla, i 'tracing' i depurador integrats
- serveis E/S simplificats

REXX té solament 23 instruccions (p.e. call, parse i select) clares i evidents, amb requeriments de puntuació i formatat mínims. Essencialment és un llenguatge molt lliure amb un sol tipus de dades, la cadena de caràcters. Aquesta filosofia significa que totes les dades són visibles (simbòliques) i la depuració i el rastrejat són molt senzills. La sintaxi de REXX s'assembla a la del PL/1, però té menys notacions; això fa que sigui més complex d'analitzar pel programa, però més senzill d'utilitzar.